# Phytoecia caerulea
Phytoecia caerulea је врста инсекта из реда тврдокрилаца (Coleoptera) и породице стрижибуба (Cerambycidae). Сврстана је у потпородицу Lamiinae.

## Распрострањеност
Врста је распрострањена на подручју Европе, Кавказа, Мале Азије, Ирана и Блиског истока. У Србији се среће спорадично.

## Опис
Тело је метално зеленомодре боје, а покривено беличастим длачицама. На глави, пронотуму и доњој страни тела су густе, усправне длаке. Пронотум је четвртаст. Антене су дуже код мужјака. Предња бедра и голенице су црвеножуте боје, а средњи и задњи пар ногу је тамно обојен. Дужина тела је од 6 до 12 mm.

## Биологија
Животни циклус траје годину дана.Ларве се развијају у стабљикама и корену зељастих биљака, а адулти се налазе на самим биљкама. Врсте које се јављају као биљка домаћин: стрижуша (Sisymbrium spp.), слачица (Sinapis spp.) и друге. Одрасле јединке се срећу од априла до јуна.

## Галерија
- одрасла јединка

## Синоними
- Leptura caerulea Scopoli, 1772
- Saperda coelestis Townson, 1797
- Saperda flavimana Creutzer, 1796
- Phytoecia flavimana (Creutzer) Méquignon, 1907